# Reid Poole
Reid Poole (Toccoa, 20 juli 1919 – Gainesville (Florida), 2 januari 2006) was een Amerikaans componist, muziekpedagoog, dirigent en hoornist.

## Levensloop
Poole was het jongste van tien kinderen van zijn ouders. Zijn vader overleed als Reid 8 jaar oud was. Hij groeide op in Chicago in het "Lawrence Hall Home for Good Boys". Gedurende de tijd aan de "Von Steuben jr. High School" in Chicago kreeg hij lessen voor hoorn, muziektheorie en compositie. Vanaf 1938 studeerde hij bij onder andere Harold Bachman aan de Universiteit van Chicago te Chicago en behaalde aldaar zijn Bachelor of Music. Tijdens de Tweede Wereldoorlog diende hij in het Amerikaanse leger in de 345th Army Service Forces Band en studeerde hij af aan de United States Army School of Music. Na de oorlog ging hij terug en studeerde verder aan de Universiteit van Chicago om zijn Master of Music diploma te behalen.
Vervolgens doceerde hij verschillende jaren muziektheorie aan de Roosevelt College in Chicago. In 1948 werd Colonel Harold Bachman, zijn voormalig mentor aan de universiteit van Chicago, dirigent van de blaasorkesten aan de universiteit van Florida. Een jaar later kon hij zijn leerling Poole als assistent dirigent van de harmonieorkesten aan de Universiteit van Florida in Gainesville (Florida) winnen. Dus vertrok Poole naar Gainesville in 1949. Toen Harold Bachman in 1958 met pensioen ging werd Poole zijn opvolger als chef-dirigent. Binnen het staf van de docenten aan de universiteit werd hij in 1961 hoofd van de muziekafdeling aan de Universiteit van Florida. Rond 50 jaar was hij werkzaam als muziekpedagoog aan de Universiteit van Florida en ging in 1995 met pensioen. In deze tijd richtte hij de Universiteit van Florida Jazz Band op, die zich aanvankelijk "The Gator Variety Band" noemde.
Vanaf 1961 was hij bestuurslid en van 1963 tot 1965 voorzitter van de "Florida Music Educators Association" en hij was de vierde persoon, die met de hoogste eer van deze federatie bekroond werd, de benoeming in de "Hall of Fame". Van 1965 tot 1971 en van 1974 tot 1978 was hij uitgever van het magazine van deze federatie met de titel "The Florida Music Director".
Als componist en arrangeur schreef hij rond 250 werken voor verschillende genres.

## Composities

### Werken voor harmonieorkest
- 1951 Silver Springs, ouverture
- 1954 Caribbeana
- We Are The Boys

### Kamermuziek
- Hunter‘s Delight, voor hoornkwartet
- Song of a City, voor hoorn en piano